# 하플로그룹 P (Y-DNA)

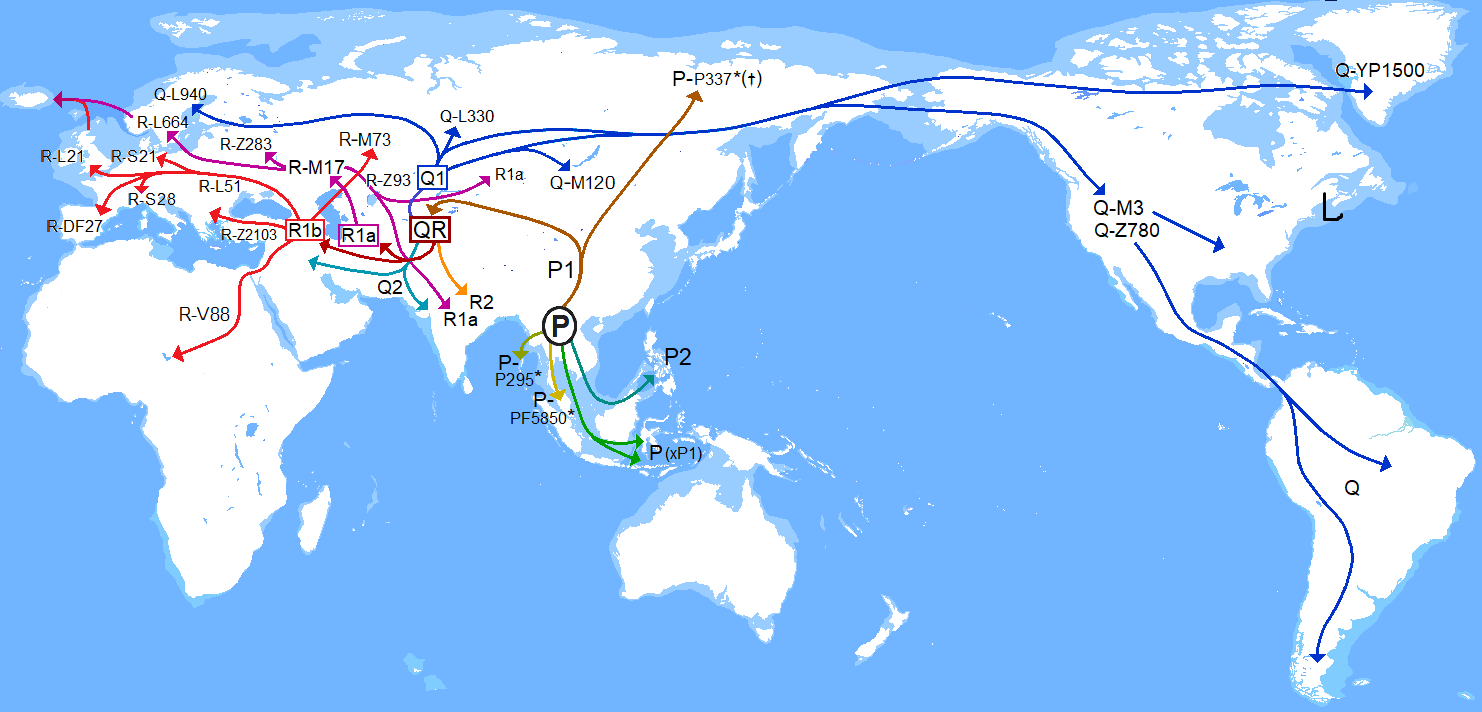
Hallast et al. (2020)에 따른 하플로그룹 P의 확장 과정

하플로그룹 P는 인류 Y-DNA 하플로그룹의 일종으로, P-P295 또는 K2b2 라고도 한다. K의 하위의 K2의 하위분기인 K2b에서 갈라져나온 것으로, 동남아시아에서 35,000년 전에 발생했을 것으로 추정된다.
P의 일차 분기는 P1 (P-M45)과 P2 (P-B253)이며, 이 중 P1은 하플로그룹 Q와 R의 조상이 된다. 기저의 P*는 필리핀 루손섬의 아에타 족에게서 고빈도로 나타나며, 이외에 일부 동남아시아 도서 지역에서 발견된다. P1*은 시베리아와 동남아시아를 비롯한 유라시아 동부의 곳곳에서 발견되며, P2는 동남아시아 아에타족에게서만 드물게 발견된 바 있다. 루손섬은 P*, P1*, P2가 모두 나타나는 유일한 지역이며 K2b1 역시 상당 빈도로 나타나는데, 이는 P1*의 시베리아 분포에도 불구하고 P* (P295)가 동남아시아에서 발생했을 것이라는 추측에 근거를 제시해준다. Karafet et al. (2014)는 동남아시아에서 하플로그룹 K-M526 집단의 빠른 다양화가 이루어진 후 R과 Q의 조상이 서부로 확장한 것으로 보았다.

## 계통수
- P (P295/PF5866/S8, 92R7_1, 92R7_2, F91/PF5862/V231) 아에타족
  - P1 (M45/PF5962) 투바인, 니브흐인, 알타이인
    - Q (M242) 인도, 파키스탄, 아프가니스탄, 이스터섬(라파누이족)
    - R (M207, P224, P227, P229, P232, P280, P285, L248.2, V45) 훈자족, 파슈툰인, 카라슈인

  - P2 (B253/Z33760/Z33761/Z33762/Z33763) 아에타족